# 第1回極東選手権競技大会の野球競技
第1回極東選手権競技大会の野球競技（第1かいきょくとうせんしゅけんきょうぎたいかいのやきゅうきょうぎ）では、1913年にフィリピン、マニラで開催された、第1回極東選手権競技大会の野球について記す。
日本代表としては明治大学が代表として出場した。フィリピン代表との2試合を6-0と6-2と2勝し優勝した。

## 日本からの派遣者
| ポジションなど | 人物       |
| -------------- | ---------- |
| 監督           | 佐竹官二   |
| マネージャー   | 小林万蔵   |
| マネージャー   | 長谷信昊   |
| 投手           | 中村俊二   |
| 投手           | 海老塚進一 |
| 捕手           | 斎土直哉   |
| 捕手           | 森田茂     |
| 内野手         | 高瀬信郎   |
| 内野手         | 藤枝修     |
| 内野手         | 池田明篤   |
| 内野手         | 中沢不二雄 |
| 外野手         | 黒田太郎   |
| 外野手         | 猪内源七   |
| 外野手         | 山村一郎   |